# Unidad Especial de Desactivadores de Explosivos
La Unidad Especial de Desactivadores de Explosivos (UEDE) fue una unidad de operaciones especiales de la Armada Española creada en 1981 y especializada en la neutralización, desactivación e intervención de artefactos explosivos (TEDAX), incluyendo los artefactos explosivos submarinos (EOD). Adscrita al Centro de Buceo de la Armada, dependió orgánicamente del Almirante de Acción Marítima (ALMART) y funcionalmente del Almirante de la Flota (ALFLOT). La UEDE fue disuelta el 1 de junio de 2009 en virtud de la Resolución 600/07818/2009, de 4 de mayo, del Almirante Jefe de Estado Mayor de la Armada, que creó la Fuerza de Guerra Naval Especial, unidad en la que están encuadrados los desactivadores de explosivos de la Armada Española desde entonces.